# Nohak-dong
Nohak-dong (koreanska: 노학동)  är en stadsdel i staden Sokcho i Sydkorea. Den ligger i provinsen Gangwon i den norra delen av landet, 160 km nordost om huvudstaden Seoul.